# Johannes Horthemels

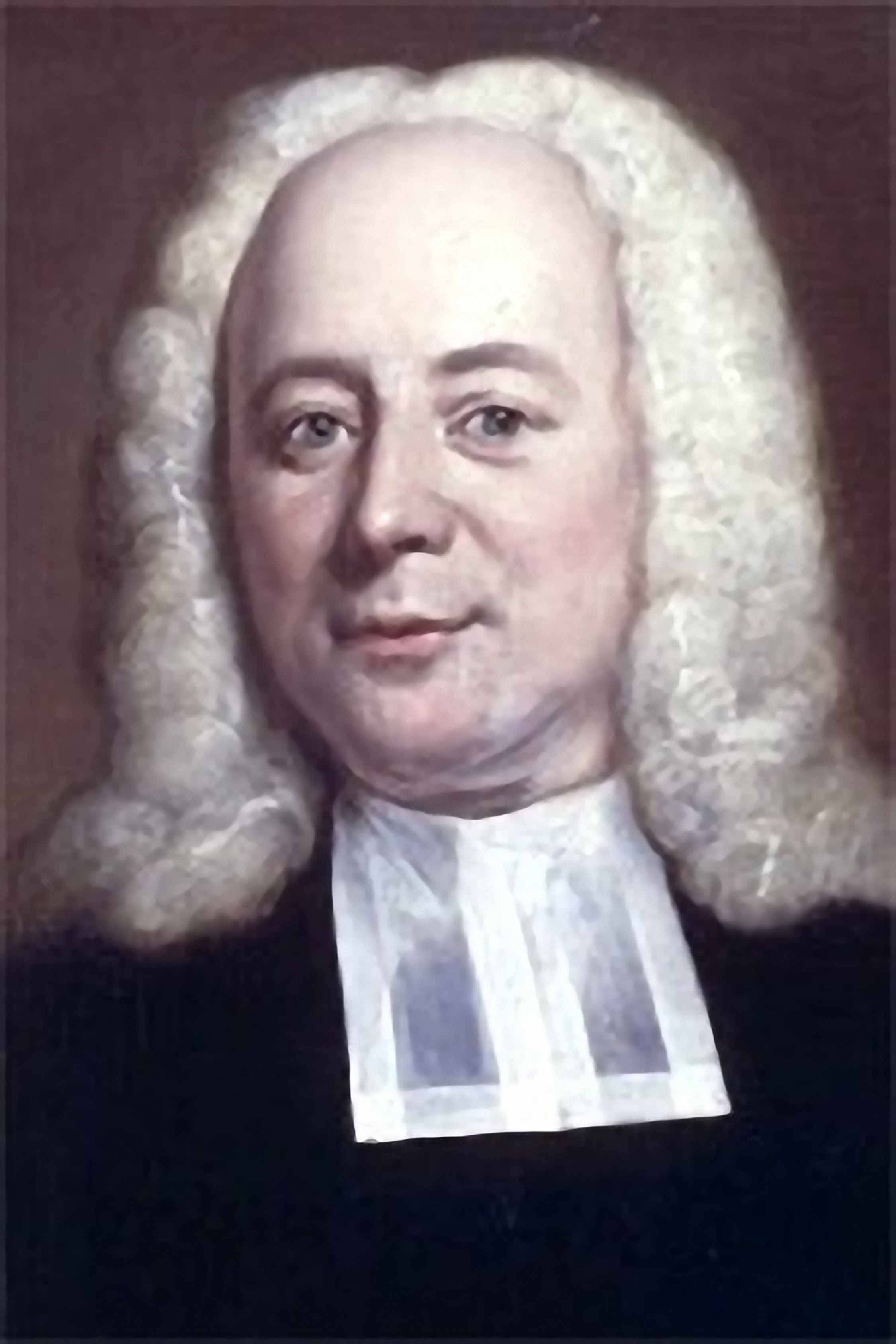
Johannes Horthemels

Johannes Horthemels (* 1698 in Middelburg; † 25. Juni 1776 in Utrecht) war ein niederländischer Philosoph und reformierter Theologe.

## Leben
Der Sohn des Cornelis Horthemels und dessen Frau Barbara van Weerlink erhielt am 6. Juli die Taufe. Er stammte aus einer Familie, die sich im Buchhandel des 17. Jahrhunderts in Paris und Middelburg etabliert hatte. 1719 hatte er die Universität Utrecht bezogen, wo er am 14. Juni 1720 mit der philosophischen Abhandlung de natura dei, quam, praeside deo ter opt. max. unter Johannes Luyts (1655–1721) zum Doktor der Philosophie promovierte. Danach konzentrierte er sich auf ein Studium der theologischen Wissenschaften, wozu er sich am 12. September 1721 an die Universität Leiden begab. Nachdem er 1723 zum Doktor der Theologie promoviert hatte, übernahm er am 21. Februar 1724 eine Pfarrstelle in Biggekerke und war ab dem 5. November 1730 Pfarrer in Westzaan. Am 30. Juli 1742 beriefen ihn die Kuratoren der Utrechter Hochschule zum Professor der Philosophie. 
Dieses Amt trat er am 22. Oktober 1742 mit der Rede de libertate philosophandi debita cum modestia circa revelata an. In jener Eigenschaft war er der letzte „Aristotelische“ Utrechter Professor, der sich gegen den Cartesianismus wendete. Die Grundlage bildete dabei seine eigene Ansicht, die aus seiner Religiosität entsprang und auf der Lehre von der Unsterblichkeit der Seele fußte. Zudem beteiligte er sich auch an den organisatorischen Aufgaben der Utrechter Hochschule und er war in den Jahren 1744/45 und 1765/66 Rektor der Alma Mater. Hatte er bei seiner ersten Amtsphase noch die Rede de theocratiae moralis et obligationis creatu arum rationalium ex indubilata supremi numinis existentia vinculo indissolubili gehalten, konnte er bei seiner zweiten Amtsphase keine sonst übliche Rektoratsrede halten, da er erkrankte. Dies übernahm sein Kollege G. Bonnet.
Über seine privaten Verhältnisse ist wenig bekannt. Eine Tochter Anna Constantia Horthemels heiratete den Prediger in Hoorn Jacob Dermout. Aus dieser Ehe stammt ein nicht unbedeutender Sohn.

## Werke
- Disputatio Physico-optica de Visu; quam, sole justitiae illustrante ..... publicae omnium συζητησει proponet ..... Ad diem 1 Nov. Utrecht 1719 (Univ. Bibl. Amst.)
- Disputatio philosophica inaug. de natura Dei ... quam ... Ex auctoritate ... rectoris Rud. Leusden ... Publ. Examini subjicit. Utrecht 1720 (Univ. Bibl. Utr.)
- Disputatio Theol. Hist. Eccles. de Haeresi Ariana Prima, Secunda et Tertia. Quam,... praeside D. Joh. à Marck....... Publicae Disquisitioni subjicit ..... ad dies VII a nona ad undecimam et X Apr. hora decima. Leiden 1723 (Univ. Bibl. Leiden)
- Oratio inaug. de libertate philosophandi debita cum modestia circa revelata. Habita in audit. majori Traj. ad Rh. cum ordinariam Philosophiae Professionem auspicaretur. A.D. XXII Oct MDCCXLII. Utrecht 1743 (Univ. Bibl. Amst.)
- Elementa philosophiae moralis, seu aphorismi ethici Theologia naturali nixi et scientiae politicae fundamenta. In usum scholae privatae. Utrecht 1744  (Univ. Bibl. Utr.)
- Oratio de Theocratiae moralis et obligationis creaturarum rationalium ex indubitata supremi numinis existentia vinculo indissolubili. Habita ad diem XXII Martii, Quum Academicum rectoratum deponeret. Utrecht 1745 (Univ. Bibl. Leid.)
- Oratio de libertate philosophandi ab ingeniis luxuriantibus adeo commendata hodie, in meram licentiam, cultusque divini opprobrium exitura, et medela huic impietati adhibenda. Publ. Dicta Die III Oct., MDCCLXVIII. 1768
- Optimis suis Maecenatibus pro honorifica altera vice Rectoris Academiae demandata provincia justas persoluturi grates. Utrecht 1768 (Univ. Bibl. Amst.)

## Weblink
- Catalogus Professorum Academiae Rheno-Traiectinae

| Personendaten    | Personendaten                                        |
| ---------------- | ---------------------------------------------------- |
| NAME             | Horthemels, Johannes                                 |
| KURZBESCHREIBUNG | niederländischer Philosoph und reformierter Theologe |
| GEBURTSDATUM     | 1698                                                 |
| GEBURTSORT       | Middelburg                                           |
| STERBEDATUM      | 25. Juni 1776                                        |
| STERBEORT        | Utrecht                                              |